# Naoto Miki
Naoto Miki (三木 直土 Miki Naoto?), född 8 maj 2001 i Mie prefektur, är en japansk fotbollsspelare.
Miki började sin karriär 2020 i Júbilo Iwata.